# Smutek tropików
Smutek tropików (fr. Tristes Tropiques) – wydana w 1955 książka francuskiego antropologa Claude’a Lévi-Straussa, będąca swoistym refleksyjnym dziennikiem z podróży po Brazylii, gdzie autor badał plemiona Indian w latach 30. XX w. Książka jest tylko pozornie dziennikiem, gdyż naprawdę przepełniona jest refleksjami łączącymi wiele dyscyplin akademickich, takich jak filozofia, socjologia, historia, teoria literatury, a nawet muzyka i geologia.
W Polsce wydał ją w 1960 Państwowy Instytut Wydawniczy w serii Rodowody Cywilizacji, w przekładzie Anieli Steinsbergowej.

## Powstanie dzieła
Levi-Strauss po studiach filozoficznych i prawniczych w Paryżu oraz krótkim okresie pracy w charakterze nauczyciela otrzymał propozycję objęcia katedry socjologii na uniwersytecie w São Paulo. Wraz z nowo poślubioną żoną, Diną, wyjechał tam w 1935 roku i został do 1939. Jednym z motywów skłaniających go do tej podróży była chęć prowadzenia badań antropologicznych wśród Indian, co udało się zrealizować podczas kilku wypraw przeprowadzonych w towarzystwie miejscowych naukowców. 
Książkę napisał autor kilka lat po II wojnie światowej i powrocie do Francji z przymusowej emigracji wojennej do USA, zachęcony przez podróżnika i naukowca, Jeana Malauriego, do tworzonej przez niego serii „Collection Terre humaine”. Dzieło lokowało się w nurcie popularnych w tych czasach książek z pogranicza literatury naukowej i podróżniczej. Ówcześni badacze terenowi (m.in. Marcel Griaule, Michel Leiris, Jacques Soustelle, czy Alfred Métraux) po powrocie z wypraw etnograficznych wydawali dwie książki, naukową i literacką.
Sam autor napisał, że książka była Syntezą tego, co zrobiłem do tego momentu. A więc wszystkiego, co sądziłem lub o czym marzyłem.

## Problematyka
Pisane wysmakowanym literackim stylem dzieło to rodzaj literacko-filozoficznego dziennika z podróży, w którym autor bardziej opisuje swoje poglądy na świat niż samą podróż. 
Autor był jednym z pierwszych badaczy odchodzącej kultury brazylijskich Indian. Jest to dzieło pełne głębokiej refleksji filozoficznej nad losem współczesnego świata. Znajdziemy tu aktualne do dziś analizy relacji Wschodu z Zachodem oparte na obserwacjach poczynionych podczas podróży do Azji. 
Nie ma tu naukowego opisu prowadzonych badań etnograficznych, co więcej, duża część książki nie dotyczy etnografii, ani nie odnosi się w ogóle do pobytu w Brazylii. Głównym tematem jest za to analiza myślenia ludzi różnych kultur o rzeczywistości. Autor zdaje się traktować etnografię jako swoisty „kompleks Zachodu”, badanie, w którym przez analizę innych cywilizacji Zachód stawia pytania o samego siebie.

## Recepcja
Książka spotkała się z entuzjastycznym przyjęciem francuskich czytelników. Porównywano ją do dzieł Monteskiusza czy Cervantesa. Ubolewano, że nie można jej przyznać najbardziej prestiżowej francuskiej nagrody literackiej Gouncurtów, bo nie jest powieścią.
Francuski dziennik Le Monde umieścił książkę wśród 100 najlepszych książek XX wieku. Bardzo pozytywną recenzję napisał Georges Bataille, zaś Susan Sontag sklasyfikowała jako jedną z największych dzieł XX wieku.

## Części dzieła
Książka składa się z 36 rozdziałów, podzielonych na dziewięć części.
1. Koniec podróży
2. Kartki z podróży
3. Nowy Świat
4. Ziemia i ludzie
5. Kaduweo
6. Bororowie
7. Nambikwarowie
8. Tupi-Kawahibowie
9. Powrót

Części od 1 do 3 to refleksje Lévi-Straussa dotyczące wyjazdu z Europy do Nowego Świata i tropików, porównanie pierwszych wrażeń z tymi z kolejnych wypraw, a także rozważania na temat działalności akademickiej na Uniwersytecie São Paulo.
Część 4 to geograficzna analiza rozwoju osadnictwa w Ameryce Południowej, z odniesieniem do struktury społecznej w Indiach i obecnym Pakistanie.
Części 5–8 to omówienie brazylijskich plemion: Caduveo, Bororó, Nambikwara i Tupi-Kawahib.
Część 9 to zamykające książkę refleksje na temat natury i celu antropologii, wpływu podróży na umysł, roli buddyzmu i islamu w kulturze globalnej, miejsca ludzkości we wszechświecie.